# Ptolemaios II Filadelfos
Ptolemaios II Filadelfos (Grekiska: Πτολεμαῖος Φιλάδελφος), född 309 f.Kr., död 246 f.Kr., var en ptolemaisk kung i Egypten. Han var son till Ptolemaios I Soter, gift med sin syster Arsinoe II och far till Ptolemaios III Euergetes.

## Biografi
Ptolemaios var en högt bildad och konstälskande furste, men ingalunda oklanderlig till karaktär och levnadssätt. Han försköt sin gemål Arsinoe I och gifte sig med sin syster Arsinoe II. Tillnamnet Filadelfos ("den broderälskande"), som gavs honom långt efter hans död, överensstämmer ganska illa med hans beteende mot bröderna. Den äldste brodern, Ptolemaios Keraunos, blev redan under faderns livstid fördriven från Egypten, och sökte tillflykt hos Lysimachos. För en kort tid lyckades Ptolemaios Keraunos vinna makten över Makedonien, men stupade sedan mot gallerna (280 f.Kr.).
De krig, vilka Ptolemaios förde i avsikt att underlägga sig Grekland och de asiatiska kustländerna, ledde inte till några varaktiga resultat. Sitt lands handelsområde utvidgade han genom att inleda förbindelser med Etiopien och Indien. Hans hov var lysande, men omoraliskt. Själv har han både i fråga om strålande älskarinnor och andliga intressen blivit jämförd med Ludvig XIV.
För litteraturen hyste Ptolemaios en varm kärlek, och flera av samtidens största skalder (Kallimachos, Theokritos, Filetas med flera) levde vid hans hov. Han anses även vara det alexandrinska museets och bibliotekets egentlige skapare.

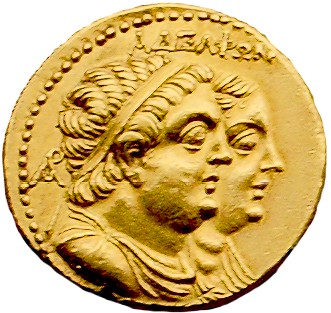
Ptolemaios Filadelfos och Arsinoe